# Opération Artimon
Pour l’article homonyme, voir Artimon.
Guerre du Golfe
Batailles
- Bataille des ponts
- Prise du palais Dasman
- Bataille de l'île de Failaka
- Vol British Airways 149

- Opération Bouclier du désert
- Opération Artimon
- Busiris
- Salamandre
- Tempête du désert
- Daguet
- Bataille d'Ad-Dawrah
- Bataille de Khafji
- Bataille au large de Bubiyan
- Bataille de Hafar Al-Batin
- Highway of Death
- Bataille de 73 Easting
- Medina Ridge
- Aérodrome de Jalibah
- Bataille de Norfolk

- Aérodrome de Safwan
- Bataille de Rumaila

L’opération Artimon est le nom donné à la participation de la Marine nationale française, dans les missions de contrôle des navires à la suite des sanctions économiques infligées à l'Irak par la résolution 661 du Conseil de sécurité des Nations unies.

## Contexte historique
En 1990, l'Irak accuse officiellement le Koweït d'avoir volé du pétrole irakien par forage oblique, bien que certaines sources irakiennes indiquent que la décision de Saddam Hussein d'attaquer le Koweït avait été mise au point de nombreux mois avant l'invasion. Plusieurs raisons officieuses ont été avancées afin de justifier l'invasion irakienne : l'incapacité de l'Irak à rembourser les 80 milliards de dollars qui avaient été empruntés au Koweït pour financer la guerre Iran-Irak et la surproduction koweïtienne de pétrole qui a provoqué des baisses de revenus pour l'Irak.
Le Koweït est envahi du 2 au 4 août par l'armée irakienne. Le 3 août 1990, le Conseil de sécurité des Nations unies adopte la résolution 660 condamnant l'invasion irakienne du Koweït et exigeant que l'Irak retire inconditionnellement toutes les forces déployées au Koweït, mais en vain.

## Composition
Dès l'invasion du Koweit par les troupes de Saddam Hussein, la France monte l'opération Salamandre.
Les forces françaises employées dans le cadre du contrôle de l'embargo sont intégrées dans celles de l'UEO (Union de l'Europe occidentale) et réparties dans les trois missions Artimon. L'UEO a attribué la direction de l'opération à l'amiral français pour l'océan Indien (Alindien) :
- Artimon Est pour la surveillance du détroit d'Ormuz entre le golfe Persique et le golfe d'Oman et qui reprend l'ancienne mission Ariane en cours au moment de la guerre Iran-Irak ;
- Artimon Ouest contrôle le détroit de Tiran à la sortie du golfe d'Aqaba ;
- Artimon Sud contrôle le détroit de Bab el Mandeb au débouché de la mer Rouge.

Dès le 6 août, cinq bâtiments sont affectés aux missions Artimon, dont les avisos Commandant Bory, Commandant Ducuing et Protet basés à Djibouti. Le 2 août, la frégate Dupleix quitte Toulon suivie le 8 août par la frégate Montcalm, accompagnées du pétrolier ravitailleur Durance. En octobre 1990, ces bâtiments sont renforcés par la frégate La Motte-Picquet et l'escorteur d'escadre Du Chayla.
Le 5 décembre 1990, la frégate Jean de Vienne et l'aviso Premier-Maître L'Her appareillent pour le golfe Persique. Le Jean de Vienne rejoint à Dubaï le La Motte-Picquet pour le remplacer. Le Jean de Vienne est engagé dans cette guerre aux côtés des alliées pendant toute la durée du conflit (15 janvier au 28 février 1991). C'est le seul bâtiment de la Marine nationale française à avoir été engagé dans les forces de surface sous commandement et contrôle opérationnels des Américains. Après près de deux mois sans escale, le Jean de Vienne est relevé par le Latouche-Tréville début mars 1991. Le Jean de Vienne rejoint la mer Rouge pour participer à la mission Artimon et rentre à Toulon mi-avril 1991. Début février, la frégate Latouche-Tréville remplace le La Motte-Picquet qui rentre à Brest en mars 1991.
L'escorteur D630 Du Chayla est, avec sa  centième visite effectuée le 5 avril 1991, juste avant de quitter la mer Rouge pour regagner la France, le navire non-américain ayant effectué le plus d'inspections.